# Michelle Skovgaard
Michelle Skovgaard (* 9. Juni 1986) ist eine dänische Handballspielerin.
Sie spielt für den dänischen Erstliga-Club Frederiksberg IF. Davor stand sie bei den Vereinen Virum-Sorgenfri HK, FIF und FCK Håndbold unter Vertrag. 2009 errang sie mit dem FCK den Europapokal der Pokalsieger. 2010 gewann sie den dänischen Pokal.